# 8728 Mimatsu
8728 Mimatsu este un asteroid din centura principală de asteroizi.

## Descriere
8728 Mimatsu este un asteroid din centura principală de asteroizi. A fost descoperit pe 7 noiembrie 1996 la Kitami de Kin Endate și Kazuro Watanabe. El prezintă o orbită caracterizată de o semiaxă mare de 2,37 ua, o excentricitate de 0,22 și o înclinație de 3,0° în raport cu ecliptica.